# Nanking (Textilie)

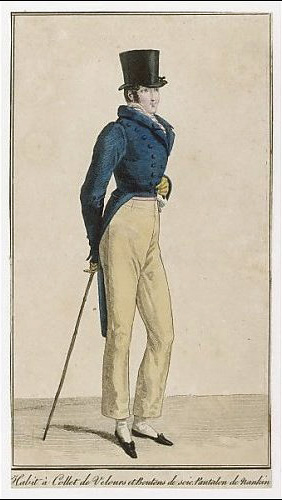
Nankinghose (Illustration von 1818)

Nanking (nach der chinesischen Stadt Nanjing) ist ein leinwandartiges Kattun-Gewebe. Der ursprünglich aus gelblichroter chinesischer Baumwolle (Gossypium religiosum) hergestellte Stoff wurde für seine Farbechtheit geschätzt.
In Europa nachgeahmter Nanking wurde bis ins 20. Jahrhundert aus gefärbter weißer Baumwolle hergestellt. Dazu tauchte man den 
Stoff abwechselnd in Eisensulfat- bzw. Eisenchlorid und Soda-Bäder. An der Luft wandelt sich die anfangs grüne Farbe in rostbraune Eisenhydroxide. Die so künstlich gefärbten Baumwollstoffe waren jedoch weniger einheitlich im Farbton, nicht waschecht und auch weniger haltbar.
Im Lauf der Zeit wurden auch andere grau, grün, blau gefärbte oder gemusterte Stoffe als Nanking bezeichnet.
Vor allem im 19. Jahrhundert waren leichte Sommerkleider aus Nanking beliebt. In der zeitgenössischen Literatur finden sich zahlreiche Stellen, in denen gelbe Nankinghosen als elegante, eng anliegende Kleidung erwähnt werden. So etwa bei Heinrich Heine in seinem Gedicht Götterdämmerung: „Die Männer ziehn die Nankinhosen an, / Und Sonntagsröck’ mit goldnen Spiegelknöpfen; …“. Diese Hosen prägten sogar einen eigenen Begriff, die Nankingne oder auch die Nankingnen.
Anfang des 20. Jahrhunderts kam chinesischer Nanking aus der Mode.